# Автобан A39 (Німеччина)
Федеральний автобан A39 (A39, нім. Bundesautobahn 39)  – автобан у Нижній Саксонії між Зефеталем і Люнебургом, а також Вольфсбургом, Брауншвейгом і Зальцгіттером.
Розрив між Люнебургом і Вольфсбургом має бути усунений між 2027 і 2030 роками. Процедури погодження планування розпочато у 2012 році.

## Маршрут

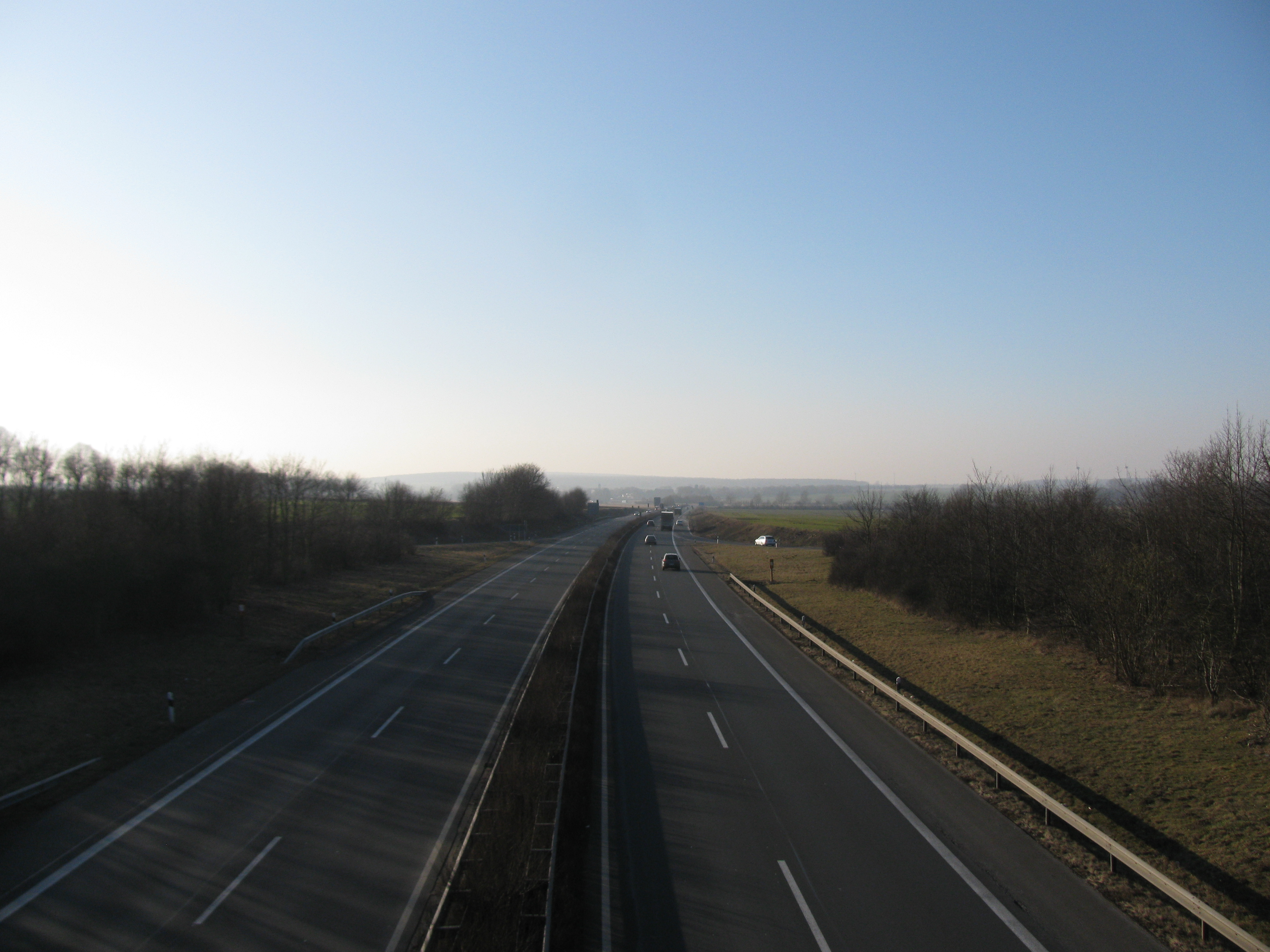
Автобан A39 на перехресті Зальцгіттер-Ліхтенберг у західному напрямку.

A39 починається з виїзду з A7 на розв'язці Машенер, перетинає A1 на Машенер і продовжується в південно-східному напрямку до розв'язки Люнебург північ. Тут вона зливається на чотири смуги в B4.